# Bastón de caramelo
El bastón de caramelo es un dulce hecho de caramelo duro con forma de un bastón. Tradicionalmente es de color blanco con barras rojas, saborizado con menta piperita o canela. También puede tener otros sabores, y sus barras pueden ser de distintos colores y grosores. Es un caramelo típico de Navidad, pero es posible encontrarlo en las tiendas durante todo el año.

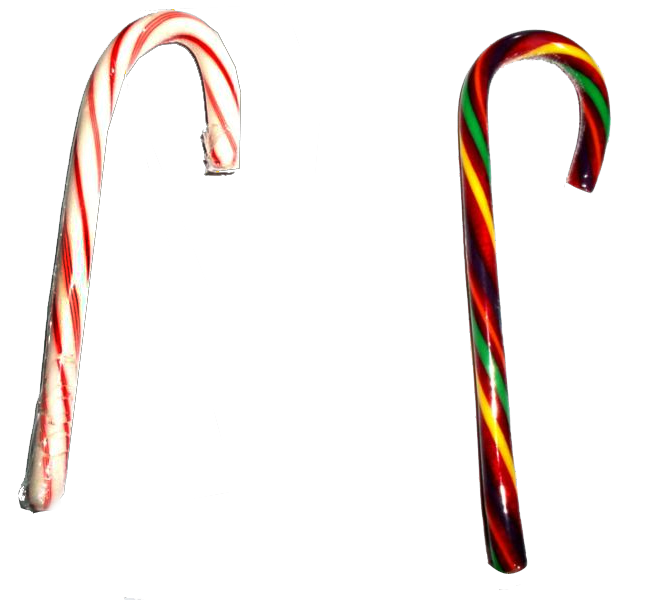
Bastones de caramelo.

Siendo un tipo de caramelo de origen antiguo, no existe documentación sobre su origen, solo teorías. Una de ellas cuenta que originalmente se trataba de una barra recta de caramelo de color blanco, elaborada por religiosos franceses en el siglo XV. 
La forma de bastón se la habría dado un maestro de coro de la Catedral de Colonia, quien en 1670, le dio forma de bastón para simbolizar el báculo de un pastor, y luego repartía los caramelos entre los niños que asistían a la misa.
Otra teoría dice que la forma de bastón se la dio la gente de Alemania, para adornar el árbol de Navidad, en forma funcional.
También es teoría que las barras de colores aparecieron a comienzos del siglo XX, según aparece documentado en las tarjetas navideñas; anteriormente los caramelos eran solo blancos.
En Suecia se narra la historia de una joven viuda de 25 años, Amalia Eriksson, que en 1859 comenzó a fabricar los caramelos en su casa en Gränna, para poder mantenerse ella y su hija, logrando obtener una licencia de fabricación de parte de las autoridades, hecho único en aquel tiempo. Usaba una receta, cuyo origen no está claro, pero que se dice fue traída a Suecia por un viajero desde Cerdeña, donde los caramelos habían sido fabricados desde la Edad Media y comprados por los marineros de paso, para uso medicinal. También sin saberse por qué, les dio en nombre de Polkagrisar, algo así como cerdos de Polka. El caramelo se popularizó en toda la región sur de Suecia y solo comenzó a decaer con la aparición de la fabricación industrial de las manzanas caramelizadas y los bombones de chocolate. Sin embargo los bastones de caramelo siguen siendo parte de la tradición navideña sueca. 
Los colores y diseño de los bastones de caramelo también aparecen en algunas señales marítimas costeras y en faros. En Estados Unidos adornan las entradas a las barberías y peluquerías.